# Kandelia
Kandelia é um género botânico pertencente à família Rhizophoraceae.

## Espécies
- Kandelia candel Wight & Arn.
- Kandelia obovata Sheue, H.Y.Liu & J.W.H.Yong